# D. A. Clarke-Smith
D. A. Clarke-Smith (2 de agosto de 1888 — 12 de março de 1959) foi um ator britânico.
Ele nasceu em 02 de agosto de 1888 em Montrose, Escócia. Sua carreira no palco foi interrompida pela Primeira Guerra Mundial. Após o Armistício, ingressou no Birmingham Repertory Company e, posteriormente, veio para o palco de Londres.
Faleceu em 12 de março de 1959, em Withyham, Sussex, Inglaterra.